# 小名浜駅
小名浜駅（おなはまえき）は、福島県いわき市小名浜にある福島臨海鉄道の貨物駅。福島臨海鉄道本線の終点、かつ同社の中心となる駅である。

## 歴史
東北地方太平洋沖地震（東日本大震災）に際しては、高さ2メートルを超える津波に襲われて壊滅的な被害を受けた。小名浜までの運転再開は2012年（平成24年）2月1日のことであった。
東日本大震災後の復興事業に伴い、駅を移転させる工事が進められ、2015年（平成27年）1月13日より約600メートル西側に移転した新しい駅での営業を開始した。出発式は1月23日に実施された。旧駅跡地は防災機能を備えたショッピングセンター（イオンモールいわき小名浜）が建設されている。これにより泉から小名浜までの営業キロはそれまでの5.4キロメートルから600メートル短縮されて4.8キロメートルとなり、宮下駅に接続していた専用線は小名浜駅接続に改められて、宮下駅が廃止となった。

### 年表
- 1907年（明治40年）12月1日：開業。
- 1916年（大正5年）4月17日：当駅 - 江名間の馬車鉄道が開業。
- 1936年（昭和11年）12月9日：当駅 - 江名間廃止。
- 1941年（昭和16年）6月 - 新線に切り替えにより移転。
- 1953年（昭和28年）1月12日：当駅 - 栄町駅間開業。
- 1966年（昭和41年）2月15日：当駅 - 栄町駅間休止（1968年7月1日廃止）。
- 1968年（昭和43年）1月10日：コンテナ貨物の取扱を開始。
- 1972年（昭和47年）10月1日：旅客営業廃止。
- 2011年（平成23年）3月11日：東日本大震災による津波により被災し運転休止となる[1]。
- 2012年（平成24年）2月1日：運転再開[1]。
- 2015年（平成27年）1月13日：駅移転、東邦亜鉛関連の専用線が当駅所属となる[1]。

## 駅構造
2015年の駅移転後は、面積約4.6ヘクタール、コンテナホーム1面2線を含む5線に機関車検修庫、貨車検修庫、鉄骨造り2階建ての本社、倉庫2棟がある。駅移転に際して専用線の再編が実施され、東邦亜鉛小名浜製錬所への専用線が宮下駅発着から当駅発着に変更され、東邦亜鉛の車扱貨物列車を当駅で扱うようになった。
かつては、日本化成小名浜工場（現・三菱ケミカル小名浜事業所）への専用線があった。この専用線は工場内を経由し隣の宮下駅まで繋がっていた。また、駅南の小名浜港の埠頭へ続く構外側線もあった。構外側線からは、埠頭にあった倉庫や宇部三菱セメント、太平洋セメントの小名浜サービスステーションへの専用線が分岐していた。太平洋セメント専用線からは、内原駅へのセメント輸送が行われていたが、2000年3月に廃止された。

## 取り扱う貨物の種類
- コンテナ貨物
  - 12 ftコンテナ、20 ft・30 ft大型コンテナ、20 ft・40 ftのISO規格海上コンテナを取り扱う。
- 車扱貨物
  - 東邦亜鉛専用線に発着する貨車と、当駅で整備される私有貨車を取り扱う。
- 産業廃棄物・特別管理産業廃棄物の取扱許可を得ている。

## 駅周辺
- 小名浜港
- 小名浜郵便局
- 小名浜税関支署
- 福島海上保安部
- 福島県警察本部水上警察隊
- いわき市消防本部小名浜消防署
- 福島運輸支局小名浜庁舎（海事部門管轄）
- 福島県道156号小名浜港線
- 福島県道26号小名浜平線
- 福島県道15号小名浜四倉線
- いわき小名浜みなとオアシス
  - 水族館アクアマリンふくしま
- 三菱ケミカル小名浜事業所
- 新常磐交通「信用金庫」バス停

## 隣の駅
福島臨海鉄道
福島臨海鉄道本線
泉駅 - 小名浜駅